# 安德魯·巴爾托
安德魯·格雷特·巴爾托（1948年—）是一名美國計算機科學家，目前是麻薩諸塞大學阿默斯特分校的計算機科學榮譽教授。巴托最出名的是他對現代計算強化學習領域的基礎性貢獻。

## 早年生活和教育
巴爾托於1970年以優異的成績獲得密西根大學的數學學士學位，最初他主修的是海軍建築和工程。在閱讀了麥可·A·阿比布、沃倫·麥卡洛克和沃爾特·皮茨的作品後，他開始對使用計算機和數學來建立大腦模型感興趣，五年後，他因一篇關於細胞自動機的論文獲得計算機科學博士學位。

## 職業生涯
1977年，巴爾托加入麻薩諸塞大學阿默斯特分校的資訊和計算機科學學院，擔任博士後研究助理，1982年晉升為副教授，1991年晉升為正教授。2007年至2011年，他是系主任，也是神經科學和行為項目的核心教員。
在麻薩諸塞大學阿默斯特分校的這段時間裡，巴爾托共同領導了自主學習實驗室（最初是自適應網絡實驗室），該實驗室產生強化學習的幾個關鍵想法。理查德·S·薩頓與他合著了有影響力的《強化學習》（Reinforcement Learning: An Introduction）一書（麻省理工學院出版社1988年；2018年第二版）。巴托畢業了27名博士生，其中13人後來成為教授。

## 獲獎和榮譽
巴爾托是美國科學促進會會員、電機電子工程師學會會士與高級會士，以及人工智慧促進協會和神經科學學會的成員。

巴爾托被授予2019年麻薩諸塞大學阿默斯特分校神經科學終身成就獎、2004年IEEE的神經網路協會先鋒獎，以及2017年IJCAI卓越研究獎。後者對他的褒獎是：
「巴爾托教授因其在強化學習的理論和應用方面的開創性和有影響的研究而受到認可。」
2025年，他與他的前博士生理查德·S·薩頓因強化學習方面的工作而獲得計算機協會 (Association for Computing Machinery) 頒發的圖靈獎 (Turing Award)： 該獎的頒獎詞是：「因為開發了強化學習的概念和算法基礎」。

## 外部連結
- 由Google学术搜索索引的安德魯·巴爾托出版物
- 官方网站